# Мічкаські Виселки
Мічка́ські Ви́селки (рос. Мичкасские Выселки) — село у складі Нижньоломовського району Пензенської області, Росія.
Населення — 257 осіб (2010; 360 у 2002).
Національний склад станом на 2002 рік:
- росіяни — 92 %